# Altruistics

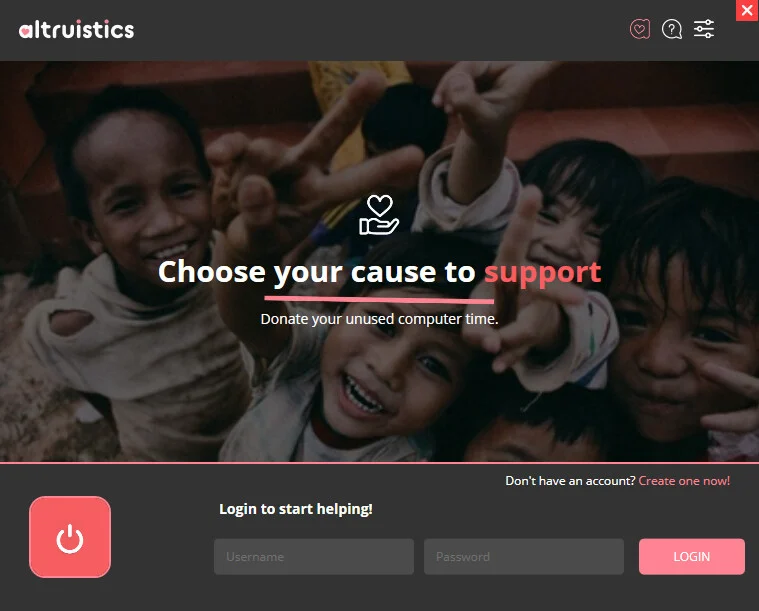
Interfaccia principale del trojan

Altruistics è un malware di tipo trojan per Windows che sfrutta le risorse dei computer infetti in background per generare criptovalute per il suo creatore.
Altruistics afferma di consentire agli utenti di donare i cicli di CPU inutilizzati a cause altruistiche. Viene spesso fornito in bundle insieme ad altri programmi ed è anche distribuito con molti altri nomi come Atuct, Atructis, Aluc, Altst, ecc. 
Il virus dispone di molteplici metodi di persistenza, come la creazione di più voci nel registro di sistema, l'aggiunta ai programmi di avvio e persino la resistenza ai metodi di disinstallazione convenzionali.
L’icona dell’applicazione rappresenta una A bianca con un cuore rosa dentro.